# 花の一覧
花の一覧（はなのいちらん）は、花の名称の一覧である。
注意
- 花をつける植物（樹木を含む）。
- 五十音順。

## あ行
- アカンサス
- アサガオ
- アザミ
- アジサイ
- アツモリソウ
- アネモネ
- アブラナ（菜の花）
- アマリリス
- アヤメ
- アルストロメリア
- イチゴ
- イブキトラノオ
- ウメ
- エゾエンゴサク
- エゾヤマザクラ
- エゾルリムラサキ
- オオイヌノフグリ
- オオガハス、ピンク
- オオバコ
- オオバナノエンレイソウ
- オオハンゴンソウ
- オトギリソウ
- オトメユリ
- オンシジウム（オンシジューム）

## か行
- カーネーション
- ガーベラ
- カキ
- カキツバタ
- カサブランカ
- カタクリ、紫・薄紫・桃色
- カタバミ
- カトレア
- カノコユリ
- カボチャ、黄
- カラスノエンドウ
- カントウタンポポ
- カンサイタンポポ
- キキョウ
- キク
- キタコブシ
- 金日成花
- 金正日花
- キュウリ、黄
- キョウチクトウ
- キリ
- キンシバイ
- キンセンカ
- キンモクセイ
- クズ
- クマガイソウ
- グラジオラス
- クリ
- クレマチス
- クロッカス
- クロユリ
- ケイトウ
- ゲッカコウ
- コウリンタンポポ
- コケモモ
- コスモス
- コブシ
- コマクサ

## さ行
- サクラ
- サクラソウ
- サザンカ
- サツキ
- サフラン
- サフランモドキ
- サルスベリ（百日紅）
- サルビア
- ザゼンソウ
- シクラメン
- シコンノボタン
- シャクナゲ
- シャクヤク
- ジャスミン
- シュウメイギク
- シラユリ（白百合）
- シラン
- シロツメクサ
- ジンチョウゲ（沈丁花）、赤
- シンビジウム（シンビジューム）
- スイセン
- スイレン
- スズラン
- スダチ
- スノーフレーク（スズランズイセン）
- スミレ
- セイヨウウスユキソウ（エーデルワイス）
- セイヨウタンポポ、黄・白
- ゼラニウム
- ソメイヨシノ

## た行
- ダリア
- タンポポ（蒲公英）、黄・白
- チゴユリ
- チシマザクラ
- チューリップ
- ツツジ
- ツバキ
- ツユクサ
- デイジー
- トマト、黄
- トリカブト

## な行
- ナシ、白
- ナス、薄紫
- ナズナ、白
- ナデシコ
- ニッコウキスゲ
- ニラ
- ニンニク
- ネギ
- ネジバナ
- ネムノキ、ピンク
- ネモフィラ
- ネモトシャクナゲ⇒シャクナゲ
- ノアザミ
- ノバラ

## は行
- ハイビスカス
- バウヒニア
- ハギ
- ハクモクレン
- ハコベ
- ハス（蓮）、薄紫
- ハナショウブ
- ハナズオウ
- ハナニラ
- ハナミズキ（花水木）、白・赤
- ハマギク
- ハマナス、赤、白
- バラ
- ハルジオン
- パンジー
- ピーマン、白
- ヒガンバナ
- ヒナゲシ
- ヒマワリ、黄
- ヒメアヤメ
- ヒメオドリコソウ
- ヒメジョオン
- ヒヤシンス
- ヒルガオ
- ビワ
- ブーゲンビリア
- フウセンカズラ
- フキ（蕗の頭）
- フクジュソウ
- フジ
- ブッソウゲ
- フヨウ
- フリージア
- ブルグマンシア
- ベゴニア
- ベニバナ、黄
- ヘレボラス
- ポインセチア
- ホウセンカ（鳳仙花）
- ホオズキ
- ボケ
- ボタン、赤
- ホテイアオイ
- ホトケノザ
- ホトトギス
- ポピー、赤、ピンク、オレンジ
- ボロニア

## ま行
- マツバボタン
- マリーゴールド
- マンジュシャゲ（曼珠沙華、彼岸花）、赤 ⇒ヒガンバナ
- マーガレット
- ミカン（温州みかん）
- ミズバショウ
- ミスミソウ
- ミヤギノハギ
- ミヤマキリシマ
- ムクゲ
- ムスカリ
- ムラサキケマン
- ムラサキサギゴケ
- ムラサキツユクサ
- モウセンゴケ
- モモ
- モクレン

## や行
- ヤエザクラ
- ヤグルマギク
- ヤシオツツジ
- ヤナギタンポポ
- ヤマブキ
- ヤマユリ
- ユウガオ
- ユキノシタ
- ユキヤナギ
- ユリ
- ヨルガオ

## ら行
- ライラック
- ラベンダー
- ラン
- リラ
- リンゴ、白
- リンドウ（竜胆）、紫・青
- ルドベキア
- ルピナス
- ルリムスカリ
- レブンウスユキソウ、白
- レンゲソウ
- レンゲツツジ

## わ行
- ワレモコウ
- ワスレナグサ